# Francisca Moya

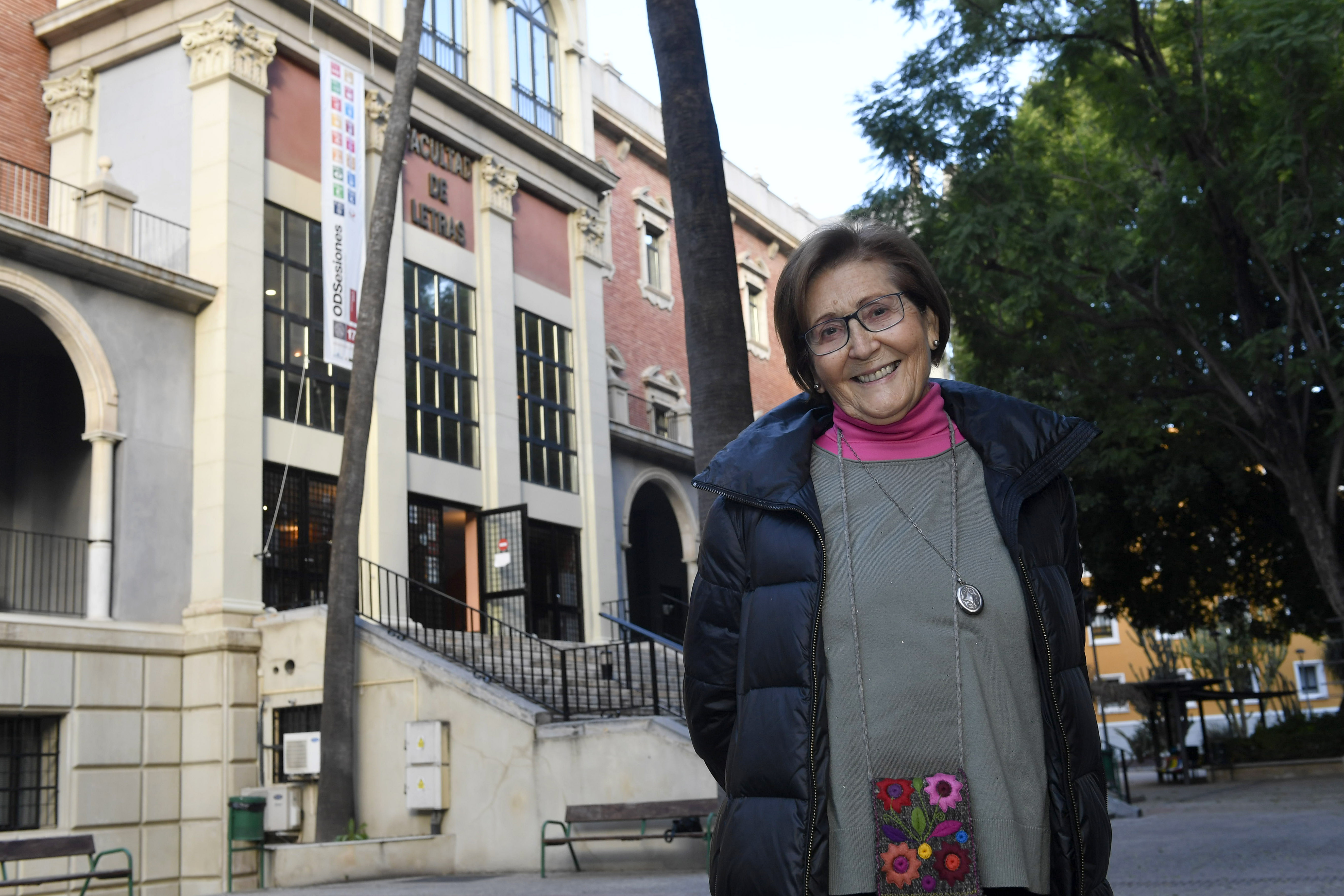
Francisca Moya, frente a la facultad de letras de la Universidad de Murcia

Francisca Moya del Baño (Cieza, 14 de mayo de 1942) es una filóloga española. Fue la primera mujer en conseguir una cátedra en Murcia.

## Trayectoria
Nació en 1942 en Murica. En 1972, se convirtió en la primera mujer en obtener una cátedra en la Universidad de Murcia (UMU), específicamente en Filología clásica, y fue la primera mujer que perteneció a la Junta de Gobierno de la universidad. Una década después, en 1982, fundó el Departamento de Filología Clásica, del que fue también su directora. Moya fue también pionera al pronunciar el primer discurso de apertura de curso en la Universidad de Murcia.
Es reconocida por sus estudios sobre los mitos grecolatinos y su recepción en las artes y las letras, concentrando gran parte de su investigación académica en figuras como los poetas Virgilio, Ovidio y Tibulo. En 1986, fundó la revista científica Myrtia, relevante entre los investigadores de su campo. Además, fue instrumental en la creación de la Licenciatura de Filología Clásica en Murcia y en la puesta en marcha del Aula de Mayores, demostrando su compromiso con la expansión educativa y el acceso al conocimiento.
Su interés no solo se mantuvo en la esfera teórica, sino que también influyó en la práctica académica al dirigir hasta 25 tesis doctorales y ser investigadora principal en múltiples proyectos, e impulsar el catálogo bibliográfico de la biblioteca Antonio de Lebrija. También fue Secretaria del Secretariado de Publicaciones e Intercambio Científico y primera Secretaria General de los Cursos de Promoción Educativa.
También ha participado en Dialnet. Este s uno de los mayores portales bibliográficos del mundo, cuyo principal cometido es dar mayor visibilidad a la literatura científica hispana.
Centrado fundamentalmente en los ámbitos de las Ciencias Humanas, Jurídicas y Sociales, Dialnet se constituye como una herramienta fundamental para la búsqueda de información de calidad. 
Algunos de sus artículos son sobre "Cascales y el nombre de Murcia", "De nuevo sobre el soneto de Quevedo «Oh, fallezcan los blancos, los postreros»" y "Ioannes Vaccaevs, un humanista murciano en el primer humanismo francés" 
Francisca ha escrito algunos artículos para el periódico "La Verdad" sobre diversos temas. 

## Reconocimientos
En marzo de 2018, con motivo del Día Internacional de la Mujer, Moya fue galardonada con el premio ‘Murcia en igualdad’ otorgado por el Ayuntamiento de Murcia, poniendo en valor su labor “en favor de la igualdad”. Unos años después, en 2020, recibió el Premio José Lostau al espíritu universitario y valores humanos, otorgado por el Consejo Social de la Universidad de Murcia. Los  premios se conceden desde 1998 y ella fue la primera mujer en conseguirlo.

## Obra
- 2014 – Quevedo y sus ediciones de textos clásicos. Editorial Editum. ISBN 9788416038671.[12]
- 2020 – Ficta Relata.Homenaje a las profesoras Rosa Mª Iglesias y Mª Consuelo Álvarez Morán. Editorial Editum. ISBN 9788417865504.[12]
- 2024 – Abriendo mentes.[13]
- 2009 - "Pectora Mulcet": Estudios de retórica y oratorias latinas [14]
- 2021 - "Si las mujeres mandaran..."